# Ravnik pri Hotedršici
Ravnik pri Hotedršici je naselje v Občini Logatec.